# Little Head
Little Head è un album in studio del cantautore statunitense John Hiatt, pubblicato nel 1997.

## Tracce
1. Little Head – 3:45
2. Pirate Radio – 4:27
3. My Sweet Girl – 4:04
4. Feelin' Again – 3:45
5. Graduated – 4:38
6. Sure Pinocchio – 4:16
7. Runaway – 5:53
8. Woman Sawed In Half – 4:31
9. Far As We Go – 4:15
10. After All This Time – 3:24